# Lijst van gevelniskapelletjes in Herne

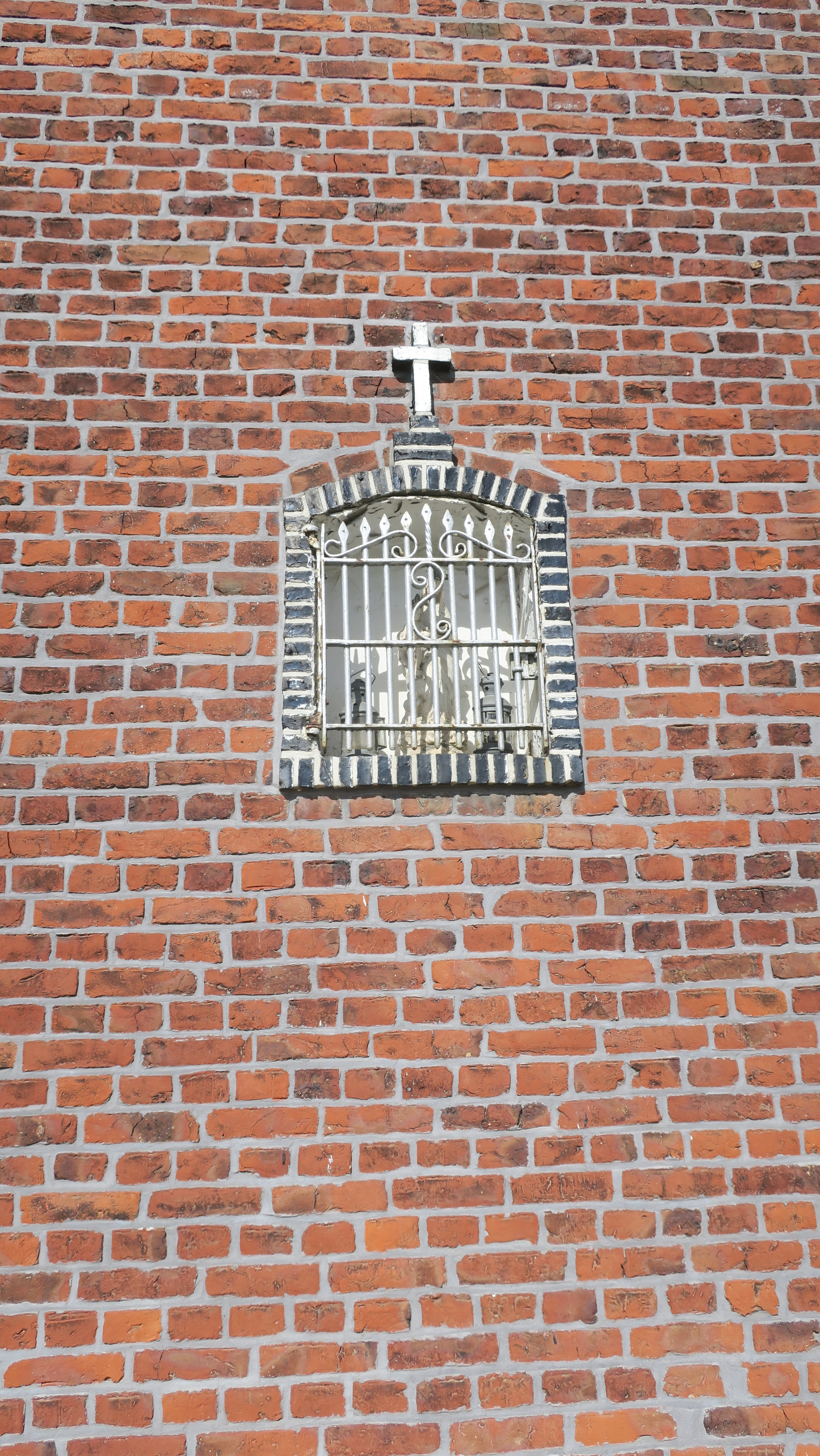
Gevelniskapel gelegen aan de Nieuwstraat 7.

Dit is een lijst van gevelniskapelletjes in de Vlaams-Brabantse gemeente Herne.

## Gevelniskapel Nieuwstraat 7
Deze gevelniskapel is een kapel in de Vlaams-Brabantse gemeente Herne. De kapel is ingewerkt in de kopgevel van de schuur gelegen aan de Nieuwstraat 7.
De niskapel is segmentboogvormig en is afgesloten met een ijzeren pijlerhekje. De omlijsting bestaat uit zwartgeschilderde kopstenen met witte voegen en bekroond met een Latijns kruis. In de nis staat een wit beeld van de gekroonde Onze-Lieve-Vrouw met het kindje Jezus op haar arm.

## Gevelniskapel Tweekapellenstraat 14

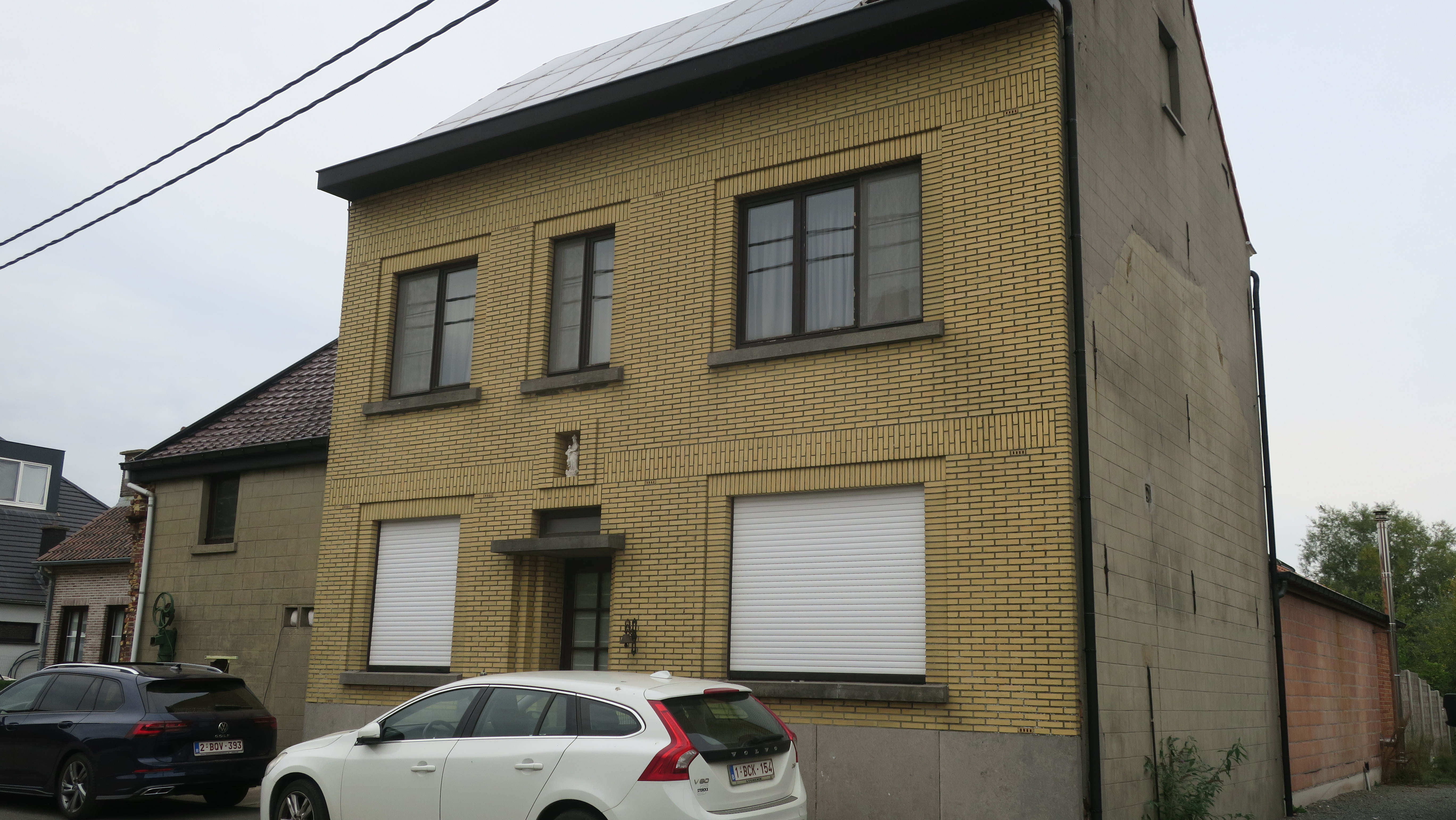
Gevelniskapel gelegen aan de Tweekapellenstraat 14.

Deze gevelniskapel is een kapel in de Vlaams-Brabantse gemeente Herne. De kapel is ingewerkt in de voorgevel, boven de deur, van het woonhuis gelegen aan de Tweekapellenstraat 14.
De gevelniskapel is opgetrokken uit gele bakstenen. In de nis prijkt een beeld van Onze-Lieve-Vrouw.

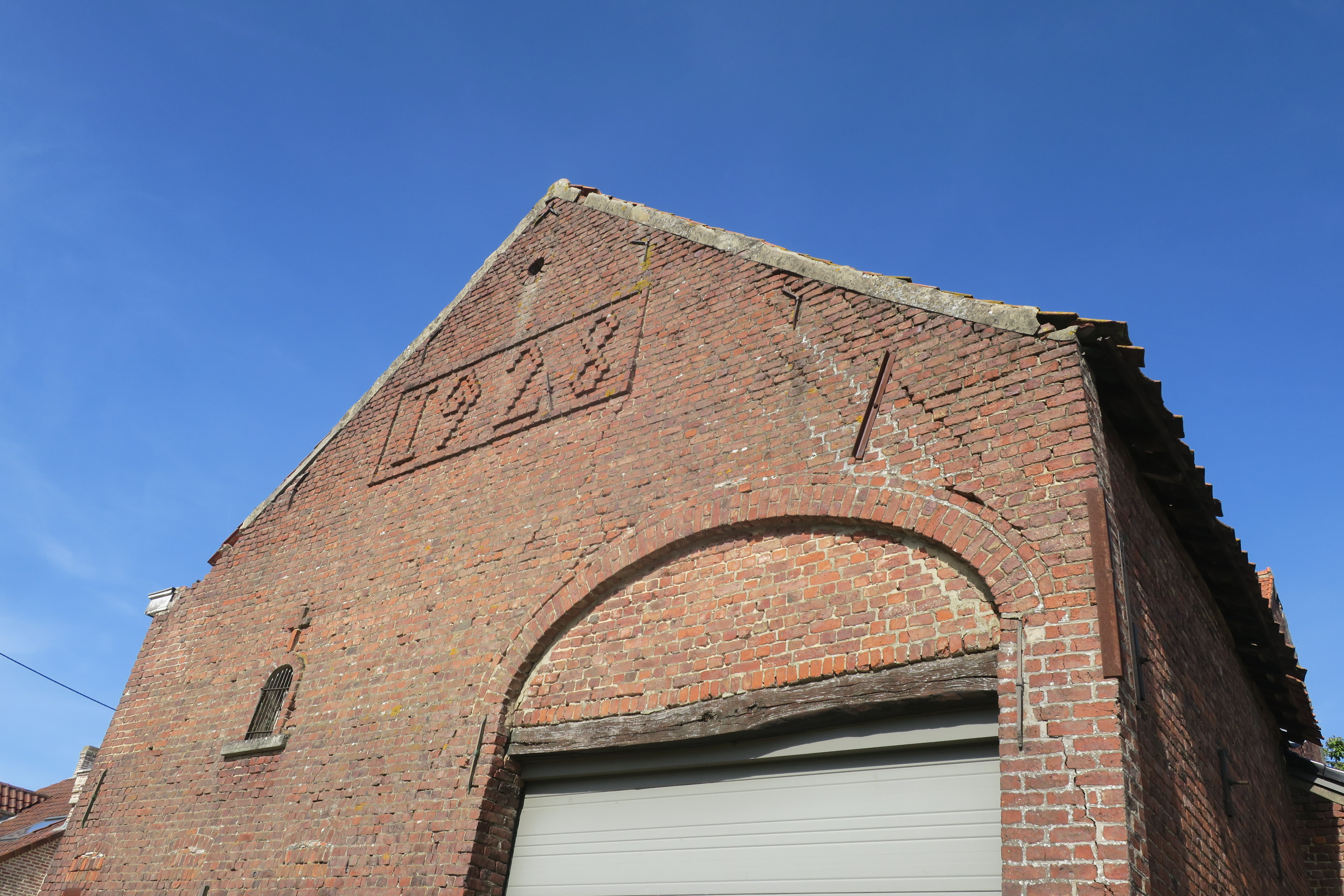
Gevelniskapel gelegen aan de Druimerenstraat 29.

## Gevelniskapel Druimerenstraat 29
Deze gevelniskapel is een kapel in de Vlaams-Brabantse gemeente Herne. De kapel is ingewerkt in de zijgevel van een oude schuur gelegen aan de Druimerenstraat 29. Bovenaan die gevel is de schuur gedateerd ‘1928’.
De rondboogvormige gevelniskapel is opgetrokken in baksteen en heeft een omlijsting van halve stenen die is bekroond met een Latijns kruis. De nis is afgesloten met een smeedijzeren pijlerhekje en heeft een arduinen sokkel. In de gecementeerde nis staat een wit beeld van Onze-Lieve-Vrouw met het kindje Jezus op haar arm.

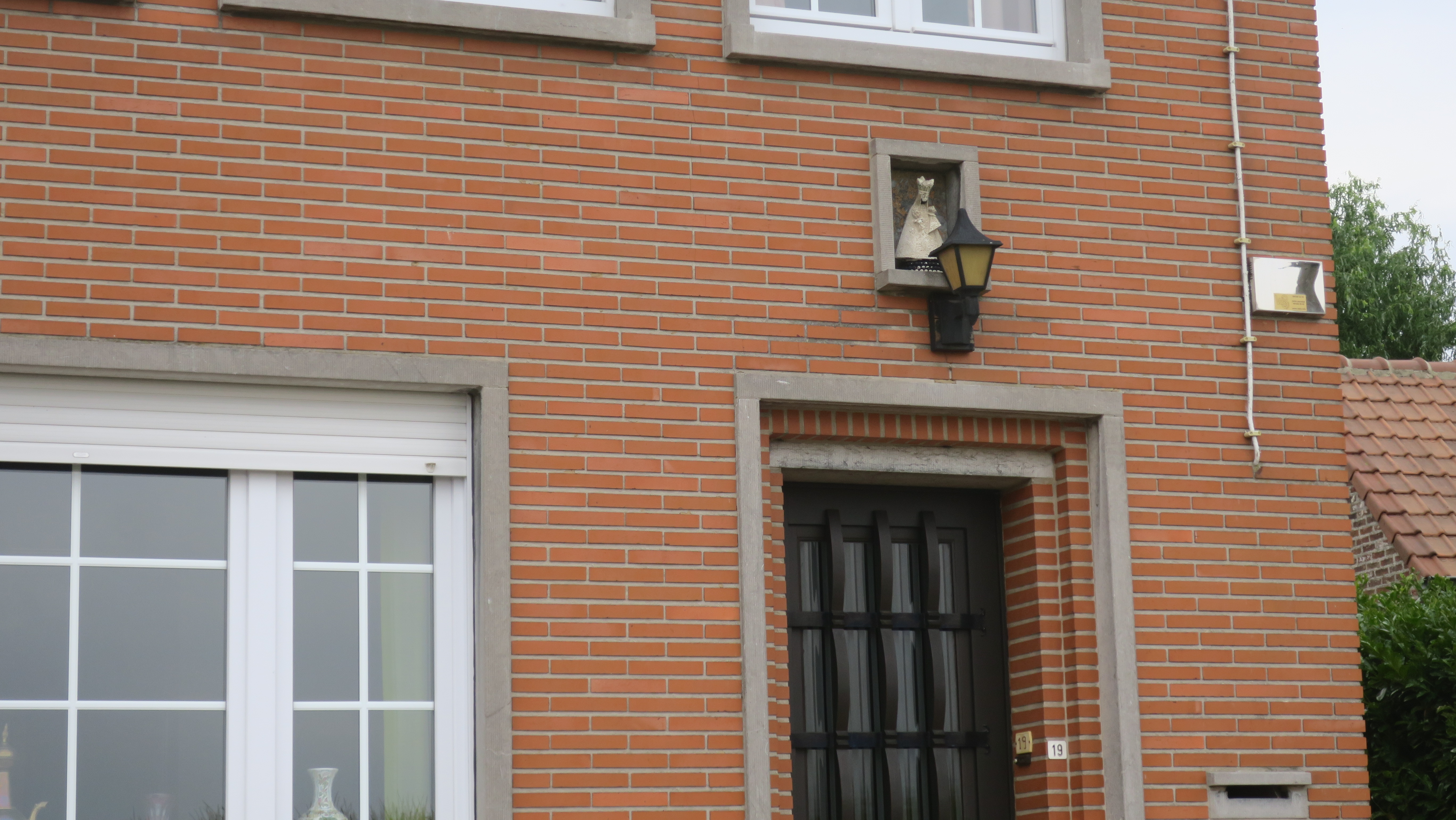
Gevelniskapel gelegen aan de Tweekapellenstraat 19.

## Gevelniskapel Tweekapellenstraat 19
Deze gevelniskapel is een kapel in de Vlaams-Brabantse gemeente Herne. De kapel is ingewerkt in de voorgevel boven de deur van het woonhuis gelegen aan de Tweekapellenstraat 19.
De eigentijdse gevelniskapel is rechthoekig van vorm en heeft een arduinen omlijsting. Diezelfde omlijsting keert terug rond de raam- en deuropeningen. In de nis staat een beeld van de Zwarte Madonna van Halle. Onder het kapelletje steekt een lantaarn uit.

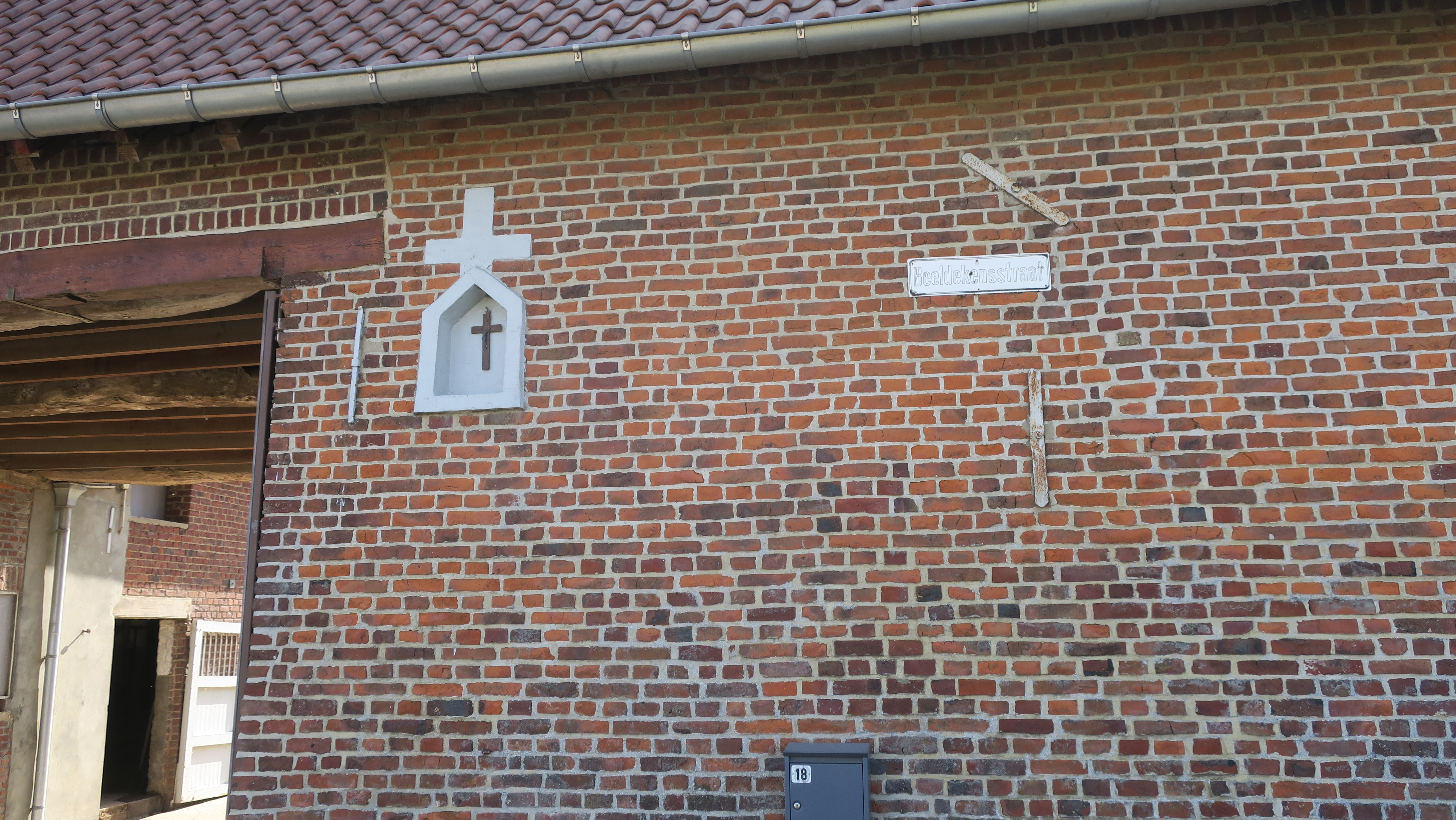
Gevelniskapel gelegen aan de Molenstraat 18.

## Gevelniskapel Molenstraat 18
Deze gevelniskapel is een kapel in de Vlaams-Brabantse gemeente Herne. De kapel is ingewerkt in de gevel van een oude hoeve gelegen aan de Molenstraat 18.
De gevelniskapel met topkruis en omlijsting is volledig witgeschilderd. In de nis hangt een metalen Christuskruis.

## Niskapel Schepdaalstraat 18
Deze niskapel is een kapel in de Vlaams-Brabantse gemeente Herne. De kapel is ingewerkt in de omheiningsmuur van het woonhuis gelegen aan de Schepdaalstraat 18.
In een ingebouwde afgesloten rondboognis bevindt zich een Onze-Lieve-Vrouwbeeld met kind op de linkerarm. De nis is gedragen door een dorpel in blauwe hardsteen.

## Gevelniskapel Tweekapellenstraat 9
Deze gevelniskapel was een kapel in de Vlaams-Brabantse gemeente Herne, maar is vandaag verdwenen. De kapel was ingewerkt in de gevel van het woonhuis gelegen aan de Tweekapellenstraat 9. In de periode 2004-2009 werd de woning gerenoveerd.
De korfboognis had een omlijsting van roodgeschilderde kopstenen en was bekroond met een wit kruis. De nis was afgesloten met een glasraam. In het kapelletje stond een beeld van Onze-Lieve-Vrouw van Lourdes.

## Gevelniskapel Warlokkestraat 5
Deze gevelniskapel was een kapel in de Vlaams-Brabantse gemeente Herne, maar is vandaag verdwenen. De kapel was ingewerkt in de gevel van het woonhuis gelegen aan de Warlokkestraat 5. Het ging om een lege rondboognis gemetst in de gevel.

## Gevelniskapel Steenweg Asse 184

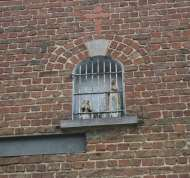
Gevelniskapel Steenweg Asse 184.Foto: Anne-Mie Havermans.

Deze O.L.V.-kapel is een gevelniskapel in Herfelingen, een deelgemeente van Herne. De niskapel is ingewerkt in de kopgevel van de hoeve gelegen aan de Steenweg Asse 184. 
De segmentboogvormige gevelniskapel is bovenaan omlijst met drie lagen halve bakstenen. Centraal bovenaan is er een sluitsteen in blauwe harsteen. Deze stuitsteen heeft een gegraveerde datering ‘1935’. In de nis prijken twee heiligenbeelden, één van O.L.V. van Lourdes en één van Bernadette Soubirous. De nis wordt afgesloten met ijzeren tralies. 
De kapel ligt op de route van de Heilige Drievuldigheidsprocessie, ook wel de paardenprocessie van Kester genoemd. 

## Gevelniskapel Steenweg Asse 190
Deze gevelniskapel bevond zich in Herfelingen, een deelgemeente van Herne. De gevelniskapel bevond zich op de steenweg Asse in de gevel van nummer 190. Vandaag is de kapel verdwenen. 
De kapel was een witgeschilderde rondboognis met een omlijsting van blauwgrijze kopstenen. Het bevatte een beeld van O.L.Vrouw.  
De kapel lag op de route van de Heilige Drievuldigheidsprocessie, ook wel de paardenprocessie van Kester genoemd. 

## Gevelniskapel Sint-Niklaasstraat 43

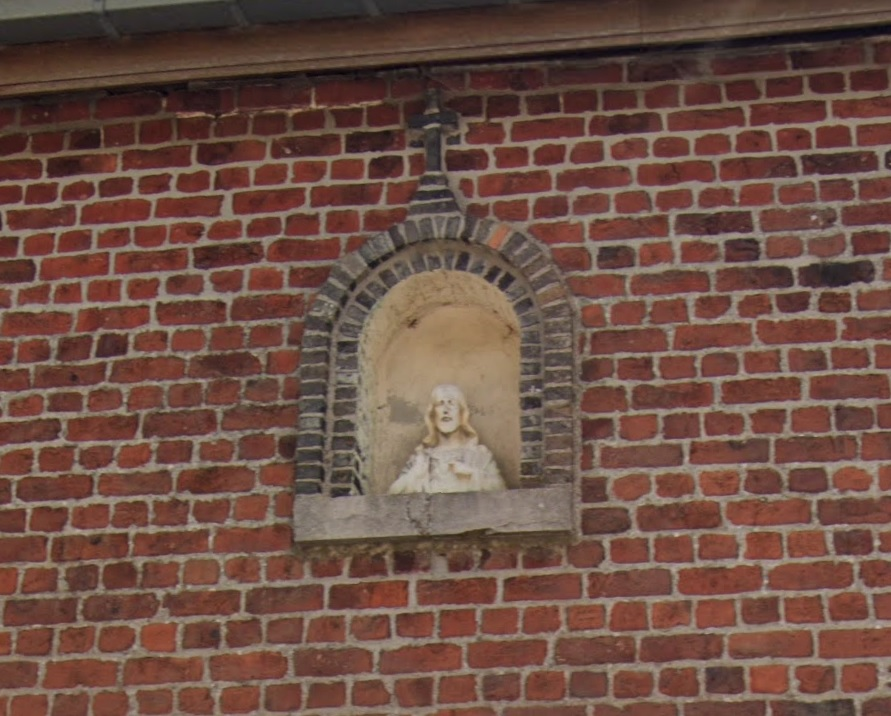
Gevelniskapel te Sint-Niklaasstraat 43.Foto: Anne-Mie Havermans.

Deze gevelniskapel ter ere van Jezus is een gevelniskapel in Herfelingen, een deelgemeente van Herne. De niskapel is ingewerkt in de kopgevel van de hoeve gelegen aan de Sint-Niklaasstraat 43. 
De rondboogvormige gevelniskapel is omlijst met een dubbele rij halve bakstenen in een donkere kleur. De basis van de gevelniskapel is gevormd uit een arduin. Centraal bovenaan is er een bekroning in de vorm van een kruis. Dit kruis is gemaakt uit dezelfde donkerkleurige bakstenen als de omlijsting. In de nis is een wit borstbeeld van Jezus geplaatst. 
De kapel ligt op de route van de Heilige Drievuldigheidsprocessie, ook wel de paardenprocessie van Kester genoemd. 

## Gevelniskapel Sint-Niklaasstraat 47

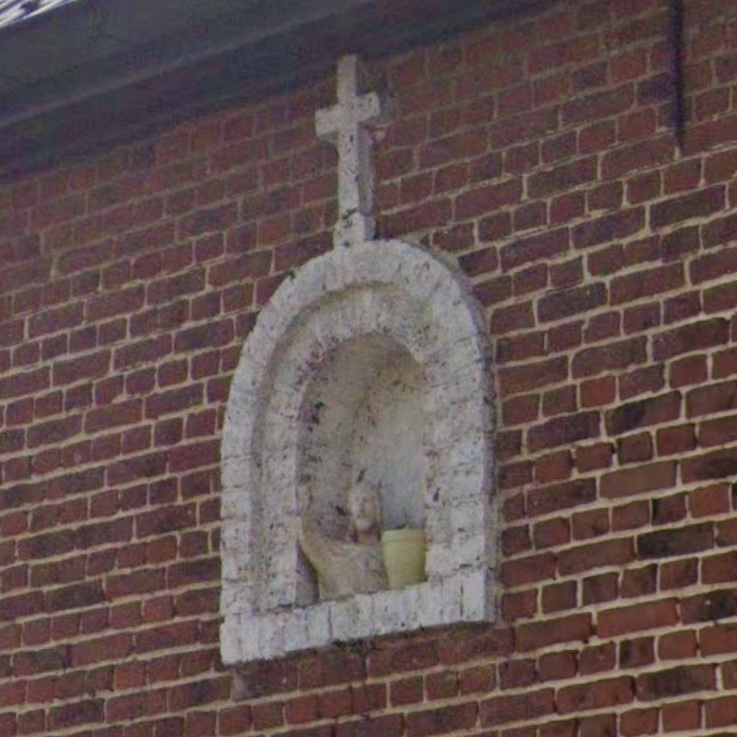
Gevelniskapel Sint-Niklaasstraat 47. Foto: Anne-Mie Havermans.

Deze kapel ter ere van Jezus is een gevelniskapel in Herfelingen, een deelgemeente van Herne. De niskapel is ingewerkt in de kopgevel van het woonhuis gelegen aan de Sint-Niklaasstraat 47. 
De rondboogvormige gevelniskapel is omlijst met een dubbele reeks halve bakstenen. Deze zijn, net als de binnenkant van de nis, wit geschilderd. De basis van de gevelniskapel is gevormd uit een enkele laag witgeschilderde halve bakstenen. Centraal bovenaan is er een bekroning in de vorm van een kruis. Ook dit kruis is wit geschilderd zoals de omlijsting. In de nis is een wit borstbeeld van Jezus geplaatst. 
De kapel ligt op de route van de Heilige Drievuldigheidsprocessie, ook wel de paardenprocessie van Kester genoemd.   

## Gevelniskapel Sint-Niklaasstraat 28-28A

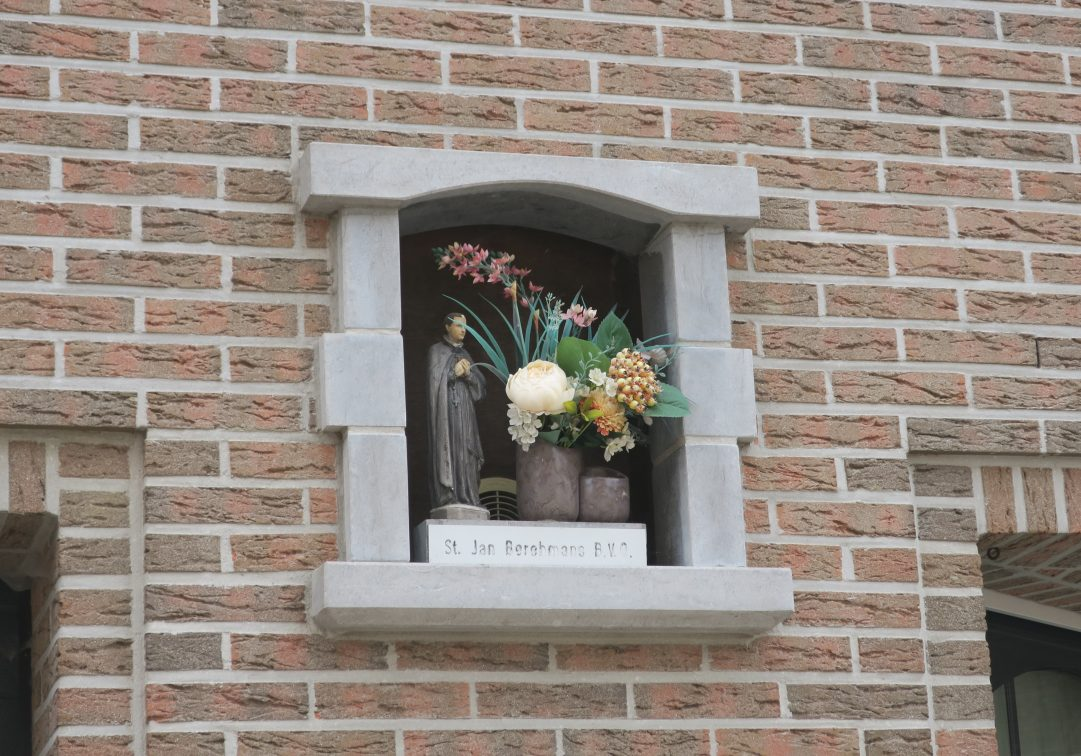
Sint-Niklaasstraat. Foto: Anne-Mie Havermans

Deze niskapel bevindt zich in de gevel van het gebouw dat gelegen is in de Sint-Niklaasstraat 28-28A, te Herne. In de nis staat een kleine sculptuur op een sokkel met het opschrift: ‘St. Jan Berghmans BVO’. Jan Berghmans was een Jezuïet en patroonheilige.

De kapel ligt op de route van de Heilige Drievuldigheidsprocessie, ook wel de paardenprocessie van Kester genoemd.  